# 飯田高子
飯田 高子（いいだ たかこ、現姓：神白（かじろ）、1946年2月3日 - ）は、日本の元女子バレーボール選手。

## 来歴
愛知県海部郡弥富町（現：弥富市）出身。中学3年次よりバレーボールを始める。名古屋女子商業高校を経て、実業団の帝人名古屋に入部したが、1965年に同チームが廃部となる。
体育教師を目指して、中京大学に入学する。在学中にユニバーシアード代表メンバーに選出される。1970年にヤシカに入社し、同社の女子バレーボール部でセンターとして日本リーグで活躍。バレーボール全日本女子チームにも選ばれ、1972年のミュンヘン五輪ではヤシカのチームメイトである浜恵子とともに銀メダル、1976年のモントリオール五輪では主将としてチームをまとめ金メダルを獲得した。帰国後現役を引退。
2006年、NPO法人バレーボール・モントリオール会を設立し、代表理事に就任。現在は同法人顧問、草加市バレーボール連盟副会長。
2017年、生涯スポーツ功労者賞を受賞。
日本の女子バレーボールオリンピック金メダリストで唯一の大学卒業者である。

## 所属チーム
- 弥富町立弥富中学校
- 名古屋女子商業高校
- 帝人名古屋
- 中京大学
- ヤシカ（1970-1976年）

## 球歴
- 全日本代表
  - オリンピック - 1972年、1976年
  - 世界選手権 - 1970年、1974年
  - ワールドカップ - 1973年

## 受賞歴
- 1971年 - 第4回日本リーグ ベスト6
- 1972年 - 第5回日本リーグ 敢闘賞、ブロック賞、ベスト6
- 1973年 - 第6回日本リーグ 殊勲賞、ブロック賞、ベスト6
- 1974年 - 第7回日本リーグ 敢闘賞、スパイク賞、ブロック賞、ベスト6
- 1975年 - 第6回日本リーグ 殊勲賞、スパイク賞、ブロック賞、ベスト6